# Mastermorphix

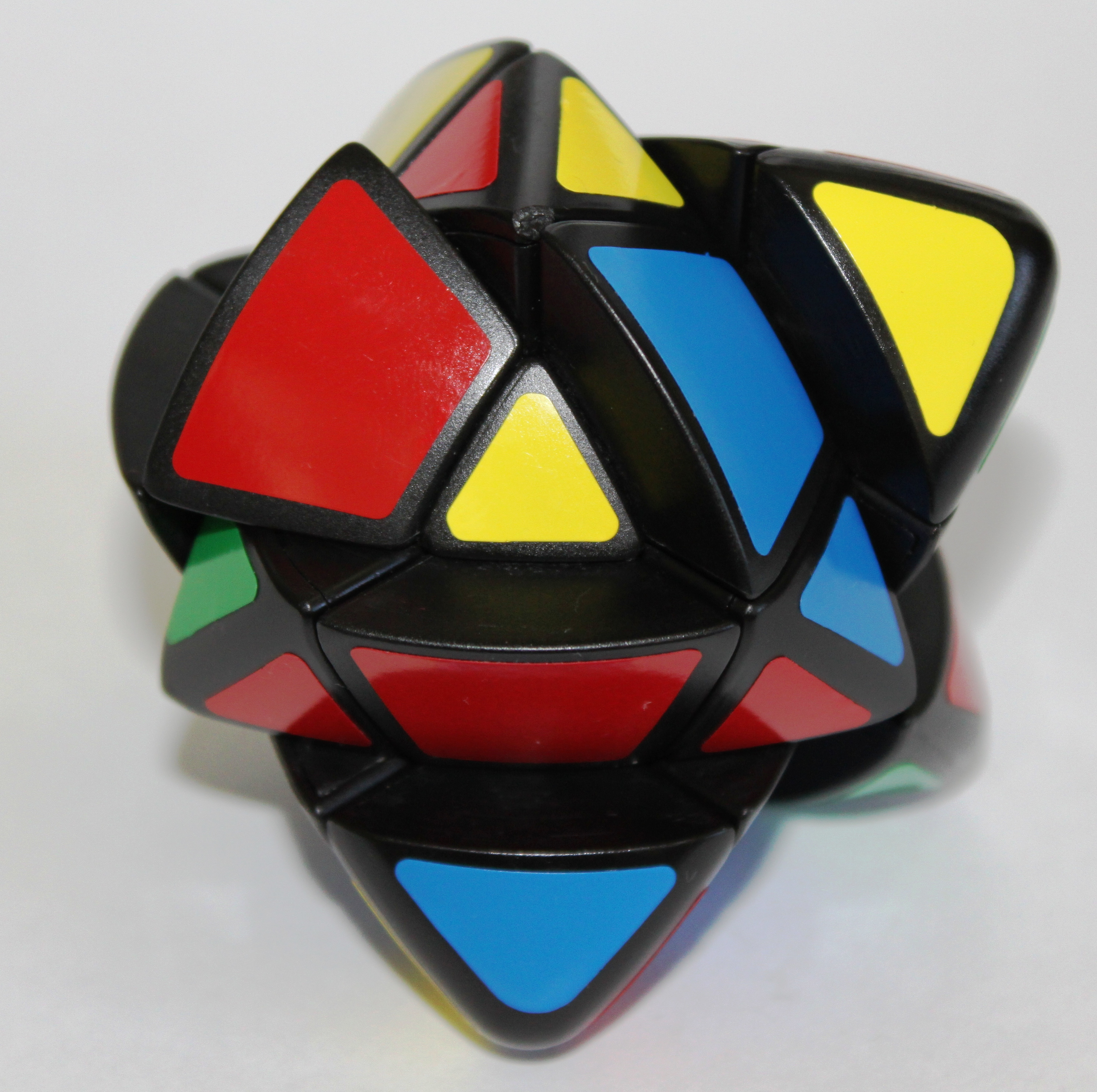
Ein vierfarbiger Mastermorphix in verdrehtem Zustand

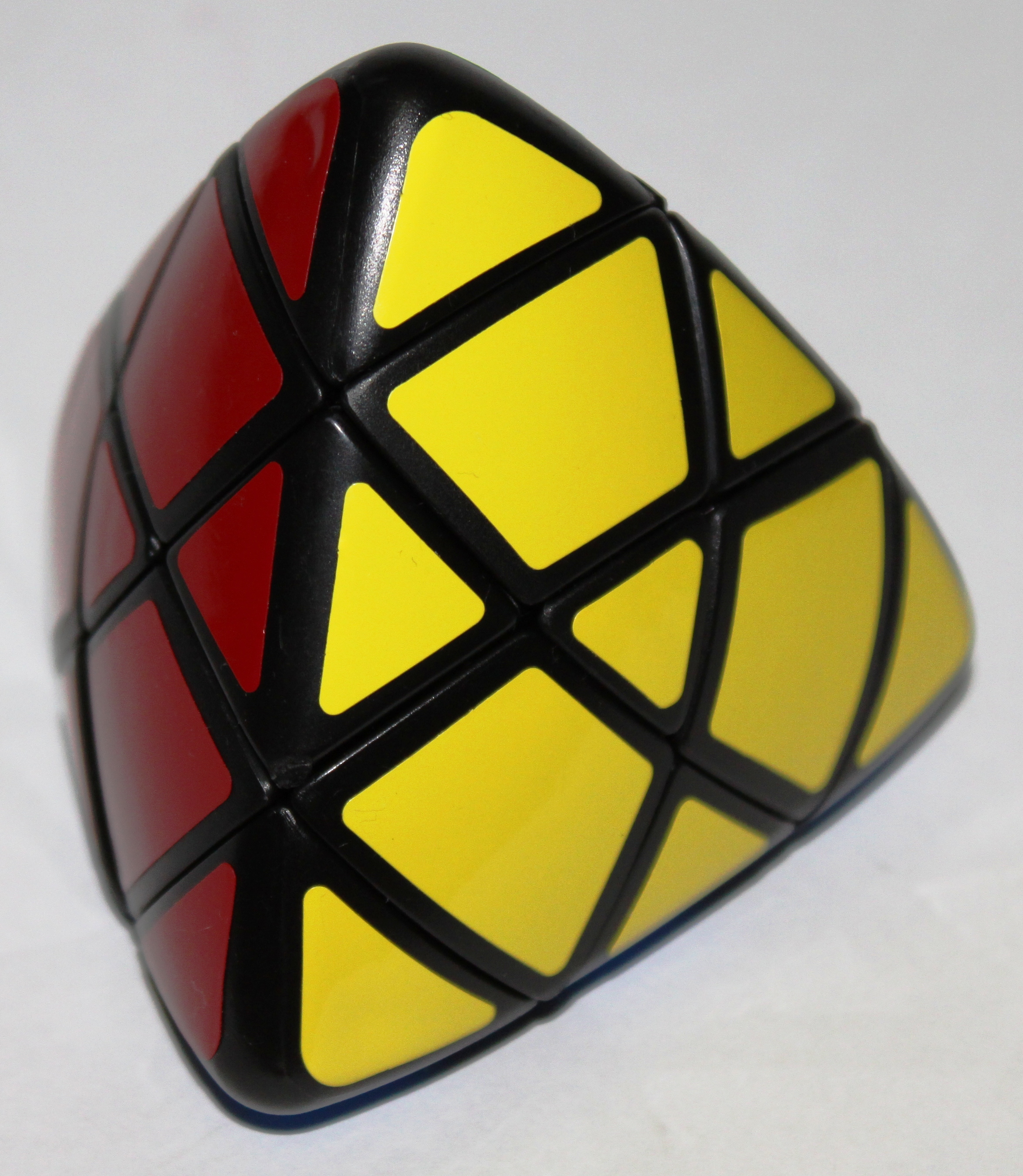
Erfolgreich gelöst: Der Mastermorphix ist fertig.

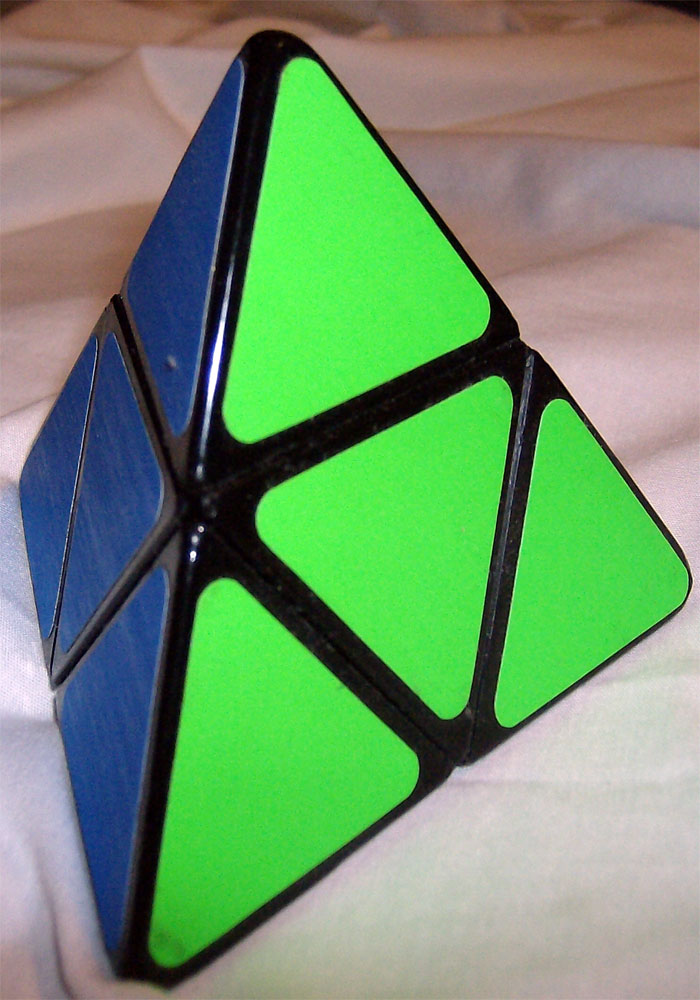
Ein Mastermorphix mit reduzierten Einzelsteinen

Der Mastermorphix gehört zu den würfelbasierten Puzzles und ist ein aus dem bekannten Rubik’s Cube entstandenes Drehpuzzle. Es basiert auf der Mechanik des normalen Zauberwürfels mit 3 Ebenen, hat jedoch wegen unterschiedlicher, nicht kubischer, Teile eine völlig andere Grundform als der herkömmliche Würfel. Ziel des Puzzles ist es durch geschicktes Drehen alle Teile nach Farben und Formen zu sortieren, um den Mastermorphix in seine Grundstellung und ursprüngliche Form zu bringen.

## Aufbau und Erscheinung
Der Mastermorphix hat im gelösten Zustand die Form eines Tetraeders. Damit scheint es, als habe er 4 Flächen, was rein von Form und Färbung betrachtet auch stimmt. Als Drehpuzzle, das mit der Mechanik des Zauberwürfels übereinstimmt betrachtet, hat der Mastermorphix jedoch 6 Seiten. Die beim normalen Zauberwürfel inmitten jeder Seite liegenden Mittelsteine befinden sich beim Mastermorphix jeweils auf der Mitte jeder Kante des Tetraeders. Da die Kanten die verschiedenfarbigen Flächen des Tetraeders trennen, ist jeder Mittelstein zweifarbig. Die 4 Kantensteine, die je um einen Mittelstein liegen, sind damit auch nicht einheitlich in einer Farbe, sondern zwei der Steine unterscheiden sich farblich von  den zwei gegenüberliegenden Kantensteinen. Die Ecksteine befinden sich, wie beim normalen Zauberwürfel, je zwischen drei Kantensteinen. Wegen der tetraedrischen Form des Puzzles jedoch sind 4 der 8 Ecksteine auch die Ecken des Tetraeders; die anderen 4 Ecksteine befinden sich inmitten jeder der 4 Seiten. Somit haben nicht alle Ecksteine des Mastermorphix dieselbe Form oder überhaupt das Erscheinungsbild eines Ecksteines.

## Varianten
Im Vergleich zur normalen 4-farbigen Version gibt es noch eine einfarbige Version, die nur nach Form zu lösen ist. Bei dieser ist die Lösung einfach, weil keine Eckenorientation möglich ist, ebenso können Kanten im richtig geflipptem Zustand nicht vertauscht werden (zumindest nicht sichtbar).

## Lösungsstrategie
Trotz der sehr ungewöhnlichen Form und Erscheinung lässt sich der Mastermorphix fast genauso wie der normale Zauberwürfel lösen, allerdings müssen kleine Details berücksichtigt werden. Beispielsweise muss im Lösungsvorgang beachtet werden, dass die Mittelsteine wegen ihrer Zweifarbigkeit richtig orientiert sind, was beim regulären Zauberwürfel zu vernachlässigen ist, da bei ihm die Mittelsteine einfarbig sind. Die Orientierung der 4 in der Mitte jeder Seite des Tetraeders liegenden Ecksteine dagegen ist nicht ersichtlich (und damit theoretisch unerheblich). Jedoch kann daher der Fall auftreten, dass es scheint, als sei bloß eine Ecke falsch orientiert, was eigentlich nicht möglich ist, tatsächlich aber eine zweite Ecke ebenfalls falsch orientiert ist, die jedoch bloß einfarbig und daher scheinbar richtig ist.